# Залеђено краљевство
Залеђено краљевство (енгл. Frozen) амерички је 3Д рачунарски анимирани филм из 2013. године. Представља 53. Дизнијев дугометражни анимирани филм, инспирисан Ханс Кристијан Андерсеновом бајком „Снежна краљица”. Говори причу о неустрашивој принцези која креће на пут заједно са чврстим ледаџијом, његовим оданим ирвасом и наивним Снешком Белићем како би пронашла своју отуђену сестру, чија је ледена моћ нехотице заробила краљевство, Арендејл, у непрестану зиму.
Залеђено краљевство је прошло кроз неколико поступака приче пре него што је пуштено у рад 2011. године, са сценаријом који је написала Џенифер Ли, који је такође режирала са Крис Баком. Гласове позајмљују Кристен Бел, Идина Мензел, Џонатан Гроф, Џош Гед и Сантино Фонтана. Кристоф Бек је ангажован за композицију оркестра филма, док су Роберт Лопез и Кристен Андерсон-Лопез написали песме.
Залеђено краљевство је премијерно емитовано 19. новембра 2013. године у Ел капитан позоришту у Холивуду, имало је ограничено приказивање 22. новембра и почело је са главним приказивањем 27. новембра. Филм се сусрео са похвалама због својих визуелних приказа, сценарија, тема, музике и гласовне глуме; неки филмски критичари сматрају да је Залеђено краљевство најбољи Дизнијев анимирани дугометражни филм од ренесансне ере студија. Филм је такође постигао значајан комерцијални успех, зарадивши 1,280 милијарди долара светског прихода од карата, укључујући 400 милиона долара у Сједињеним Америчким Државама и Канади и 247 милиона долара у Јапану. Надмашио је Причу о играчкама 3 (који је такође дистрибуирао Дизни) као најнаграђиванији анимирани филм у то време, као и музички филм са највећим бруто успехом пре него што је 2019. године надмашен римејком Краља лавова; поред тога сврстао се и као 15. филм са највећом зарадом свих времена, филм са највећом зарадом 2013. године и трећи филм у Јапану са највећим бруто успехом. Уједно представља филм са највећом зарадом са женском режисерком у смислу зараде у Сједињеним Америчким Државама, док га није надмашила Ворнер брос. пикчерсова Чудесна жена. Са преко 18 милиона продатих кућних медија током 2014. године, постао је најпродаванији филм године у Сједињеним Америчким Државама. До јануара 2015. године Залеђено краљевство је постало најпродаванији блу-реј диск у Сједињеним Америчким Државама.
Анимирани кратки наставак, Грозница залеђеног краљевства, изашао је 13. марта 2015. године, анимирани филм Залеђено краљевство: Празник с Олафом, изашао је 22. новембра 2017. године и дугомретажни наставак, Залеђено краљевство 2, изашао је 22. новембра 2019. године.
У Србији, филм је премијерно приказан 26. новембра 2013. године, синхронизован на српски језик. Дистрибуцију ради Тарамаунт филм, а синхронизацију Моби.

## Радња
Елса, принцеза Арендела, поседује посебне натприродне моћи, помоћу којих је у могућности манипулисати ледом и снегом, и од њега градити и стварати све што пожели. Помоћу тих моћи, свакодневно увесељава млађу сестру Ану, правећи јој дворце од снега, Снешка Белића и снежне брегове, у чему обе уживају.
Након што Ани буде једне ноћи јако досадно, успева наговорити Елсу да се заједно играју. Док је Ана скакала по брежуљцима које је Елса стварала, Елса се оклизнула и случајно повредила Ану. Елса, сва уплакана и престрашена, зове родитеље, који их одводе својим пријатељима троловима. Деда и краљ Тролова је успео излечити Ану, али јој је морао избрисати сећања да Елса поседује чаробне моћи стварања и манипулисања ледом. Након повратка кући, родитељи изолирају Ану од Елсе, док ова не научи контролисати своје моћи. Бојећи да опет не рани Ану, Елса већину свога времена проводи сама у својој соби, одбијајући чак и разговарати са својом сестром. Током година изолације, јаз између сестра се продубљује, а однос постаје све тежи. Једне вечери родитељи бродом крећу на важан пут, али због јаког ветра и олује, погину на мору. Након смрти њихових родитеља стање у Аренделу постаје још теже.
Кад Елса постаје пунолетна, цело се краљевство почело припремати за њено крунисање. Двери се поново широм отварају, а убрзо почињу стизати бројни свечани гости из оближњих краљевстава. Осим бројних изасланика, међу гостима је и кнез од Вашарграда, који с Аренделом жели успоставити јаче трговачке везе и тако остварити приход, а осим профита жели сазнати и мрачне тајне краљевства. На дан крунисања, Ана не може сакрити своје весеље, па трчи улицама града певајући од радости, све док не налети на принца Ханса од Јужних мора. У њиховом случајном сусрету рађа се обострана љубав, коју су желели објавити Елси. Иако се Елса бојала, крунисање је прошло без проблема. Током пријема код нове краљице, Ханс и Ана објаве Елси своју љубав, тражећи од ње благослов за венчање. Елса одбија дати благослов и забрањује њихов брак. Због одбијања благослова Ана и Елса се посвађају, због чега Елса доживи изузетан стрес и није у стању више контролисати своје моћи.
Од страха пред грађанима Арендела и војника, те војводе од Вашарграда, у паници Елса бежи на Северну гору. Након што се у самоћи препушта својим моћима увиђа лепоту стварања ледом и снегом, те изгради свој властити ледени дворац из снова. Тада сама себи обећа да се никад неће вратити, него ће уживати у лепоти зиме. Међутим, у свом бегу Елса заогрне Арендел у вјечну зиму. У међувремену, Ана овласти предаје Хансу и креће у потрагу за својом сестром, како би се помириле и зауставила вечну зиму у Аренделу. Првог дана пута, након што се изморила, проналази малу трговину у колиби, где упознаје достављача леда Кристофа и његовог љубимца соба Свена, који обожава јести шаргарепу. Након што је Ана Кристофу набавила опрему за посао, упуте се на Северну гору, како би пронашли Елсу и прекинули зиму усред лета.
На путу упознају наивног и шаљивог снешка Олафа, који силно жели да доживи лето и топлоту. Кад се најзад успну на Северну гору, остану задивљени угледавши прекрасни ледени дворац. Изненађена Елса пристаје да разговара с Аном, али на спомињање повратка у Арендел, узнемири се и није у стању контролисати своје моћи. Случајно погоди Ану у срце и доживи психички слом, у којем створи великог снежног дива, који отера Ану, Кристофа, Олафа и Свена низ гору. Док беже, Кристоф примећује да Анина коса постаје бела и закључује да јој се стање погоршава.
Одлазе потражити помоћ од тролова, његове посвојитељске породице, која Кристофов долазак схвати као позив на венчање. Кад Кристоф објасни поглавици тролова да је Ана у животној опасности, они кажу да Ану може спасити само прави чин истинске љубави. Верујући да само Ханс пољупцем може спасити Ану, Кристоф се са њом брзо враћа у Арендел. У међувремену, Ханс, који предводи потрагу за Аном, стиже до Елсиног дворца. Тамо нареде Елси да се преда јер је заогрнула Арендел у вечну зиму, те је покушају убити. Кад у томе не успеју, један од војника случајно погоди лустер изнад Елсе, који падне на њу и онесвести је, те је принц Ханс зароби у Аренделу. Кад је Кристоф успео вратити Ану, послуга је брзо одводи до Ханса, да је овај пољуби. Међутим, Ханс то одбија, и открива да је венчање била његова намера да преузме власт у Аренделу, јер као тринаесто дете у краљевској династији, нема никакве шансе постати престолонаследник. У соби где је с Аном изгаси ватру, широм отвори прозоре кроз које сада дува хладни ваздух и одгрне Ану како би исценирао њену смрт. Потом закључа врата и оставља Ану саму у хладној соби, те глумећи жалост оде до осталих свечаних гостију, где им објави Анину смрт. Због Анине смрти, Елсу оптужује за издају Арендела и смрт принцезе Ане, те наложи њено погубљење.
Истовремено, Елса успева побећи из тамнице, те се у мећави креће фјордом. За то вријеме Олаф налази Ану и брзо наложи ватру, те покушава пронаћи излаз из залеђеног дворца. Након што схвате да само Кристоф који заиста воли Ану би је могао спасити, Олаф и Ана одлазе на фјорд. Тамо Елса бежи пред љутитим Хансом који је окривљује за Анину смрт. Очајна том вешћу, Елса пада на колена и мећава утиша. Након што олуја престане, Кристоф и Ана се пронађу, али кад Ана угледа како Ханс посеже за мачем да би убио Елсу, одлучи потрчати према сестри и блокира Хансов напад, тренутак пре него што се заледи. Залеђење одбацује Ханса подаље од Елсе, док ова одједном виђа своју залеђену сестру. Када Елса у својој тузи загрли залеђену Ану и горко заплаче, Ана се почне отапати, јер је њена одлука да се жртвује за сестру била чин праве и истинске љубави. Схвативши да је љубав кључ за контролисање својих моћи, Елса успева отопити краљевство и помогне Олафу, створећи мали облачак снега који ће га увек пратити и спречавати да се отопи.
Ханс је депортиран у своје краљевство, где ће се морати суочити са казном за своје злочине које је учинио против краљевске породице Арендела, а Елса прекине све трговачке везе са Вашарградом. Касније, пресретни Ана и Кристоф се пољубе, а сестре Ана и Елса обећају себи да више никада неће затварати двери.

## Улоге
| Улога              | Оригинални глас                                | Српски глас |
| ------------------ | ---------------------------------------------- | --- |
| Ана                | Кристен Бел                                    | Андријана Оливерић (дијалози) Лејла Хот (песме)                                                                         |
| Елса               | Идина Мензел                                   | Јелена Гавриловић |
| Кристоф            | Џонатан Гроф                                   | Иван Босиљчић |
| Олаф               | Џош Гад                                        | Стефан Бундало (дијалози) Марко Кон (песме)                                                                             |
| Ханс               | Сантино Фонтана                                | Никола Булатовић |
| Кнез од Вашарграда | Алан Тудик                                     | Дубравко Јовановић |
| Паби               | Киаран Хајндс                                  | Бранислав Платиша |
| Булда              | Маја Вилсон                                    | Душица Новаковић |
| Окен               | Крис Вилијамс                                  | Марко Гверо |
| Краљ               | Морис Ламарш                                   | Хаџи Ненад Маричић |
| Краљица            | Џенифер Ли                                     | Јана Маричић |
| Ана (5 година)     | Ливи Стубенраух (дијалози) Кејти Лопез (песме) | Ника Рамбосек (дијалози) Ивона Рамбосек (песме)                                                                         |
| Ана (9 година)     | Агата Ли Мон                                   | Анђелија Миленковић |
| Елса (8 година)    | Ева Бела                                       | Анђелија Миленковић |
| Елса (12 година)   | Спенсер Лејси Ганус                            | Тамара Милошевић |
| Остали гласови     | Пол Бриџс Френк Велкер                         | Јелена Стојиљковић Милан Антонић Срђан Чолић Јелена Чкоњевић Миле Новковић Војин Шарац Ана Вујаковић Александар Бојовић |

## Песме
| Оригинални наслов | Српски наслов                    | Оригинални извођач(и)                  | Српски извођач(и) |
| ----------------- | -------------------------------- | -------------------------------------- | --- |
|                   | Моћни лед                        | постава филма                          | Данијел Вујевић, Милан Живадиновић, Коста Ђуришић, Миљан Зековић, Никола Антонијевић                                                     |
|                   | Да ли би да правиш Снешка?       | Кејти Лопез, Агата Ли Мон, Кристен Бел | Ивона Рамбосек, Анђелија Миленковић, Лејла Хот                                                                                           |
|                   | Први пут у свом животу           | Кристен Бел, Идина Мензел              | Лејла Хот, Јелена Гавриловић |
|                   | Љубав је мени спас               | Кристен Бел, Сантино Фонтана           | Лејла Хот, Никола Булатовић |
|                   | Сад је крај                      | Идина Мензел                           | Јелена Гавриловић |
|                   | Ирвас је бољи од људи            | Џонатан Гроф                           | Иван Босиљчић |
|                   | У лето                           | Џош Гад                                | Марко Кон |
|                   | Први пут у свом животу (реприза) | Кристен Бел, Идина Мензел              | Лејла Хот, Јелена Гавриловић |
|                   | Недопечен                        | Маја Вилсон и постава филма            | Данијел Вујевић, Милан Живадиновић, Коста Ђуришић, Ирина Зорић, Ана Машуловић, Тања Васиљевић, Миле Новковић, Срђан Чолић, Ника Рамбосек |